# Acurenam
Acurenam (o Akurenam) è una città della Guinea Equatoriale. Si trova nella Provincia Centro Sud e ha 2.736 abitanti.